# Zofia Eleonora Klengel
Zofia Eleonora Klengel, Zofia Eleonora Kessel (ur. 1674, zm. 9 października 1755 w Dreźnie) – córka żołnierza i architekta Wolfa Kaspara Klengela i Marii von Bex, pierwsza kochanka elektora saskiego Fryderyka Augusta I, późniejszego króla polskiego Augusta II Mocnego.

## Życiorys
Ojciec Zofii Eleonory był nauczycielem książąt Jana Jerzego i Fryderyka Augusta, synów elektora Saksonii Jana Jerzego III. Po raz pierwszy jako kochanka księcia Fryderyka Augusta Klengelówna wystąpiła w źródłach w kwietniu 1692. Przebywający na dworze w Dreźnie w maju 1694 brytyjski dyplomata George Stepney opisywał Zofię Eleonorę Klengel jako urodziwą brunetkę. Związek Zofii Eleonory z elektorem Saksonii Fryderykiem Augustem zakończył się na początku 1695. 2 marca 1695 władca ożenił ją ze swoim szambelanem Janem Adolfem von Haugwitzem. Z tego małżeństwa pochodziło troje dzieci. 12 grudnia 1714 von Haugwitz zmarł. W 1714 lub 1719 Zofia Eleonora wyszła po raz drugi za mąż za barona Rudolfa Gottloba von Seyffertitza. 9 marca 1740 baronowa von Seyffertitz owdowiała. Zmarła 9 października 1755 w Dreźnie i została pochowana 12 października w tamtejszym kościele świętego Jana.